# M100 (tunnelbanevagn)
M100 är en serie tunnelbanevagnar ägda av Huvudstadsregionens Stadstrafik Ab. De sammanlagt 42 tunnelbanevagnarna är tillverkade av Valmet och Strömberg under åren 1977–1984.